# Історія аніме
Історія а́німе розпочалася на початку XX ст., коли японські кінематографісти експериментували з анімацією, різні методи чого в той час розглядалися на Заході. У 1970-х швидко розвивалося аніме, відокремлюючи себе від своїх західних коренів, а також створювалися різні жанри, таких як меха і його піджанр про гігантських роботів. Типові серіали з цього періоду включають «Люпен III» і «Mazinger Z». За цей період кілька режисерів стали відомими, особливо Хаяо Міядзакі і Осії Мамору.
Перший аніме-серіал «Otogi Manga Calendar» випустила студія Otogi, що являє собою чорно-білі історичні мультфільми. У 1963-му Осаму Тедзука, прозваний «Богом манґи», заснував студію Mushi Productions і випустив свій перший аніме-серіал «Tetsuwan Atom». Це стало початком буму аніме.
В 1980-х аніме і манґа широко розповсюдилися в Японії, і переживали сврю так звану «Золоту добу». У 1988 році повнометражний фільм «Акіра» встановив в 1988-му рекорд бюджету аніме-фільму і створив абсолютно новий стиль анімації.
1990-і і 2000-і роки стали часом широкого визнання аніме за межами Японії. У 1997 році повнометражний аніме-фільм «Принцеса Мононоке» зібрав 160 мільйонів американських доларів в Японії.
Багаторазово зросло число як шанувальників аніме, так і глядачів, що дивляться його від випадку до випадку. У той же час в Японії продовжували удосконалюватися технології створення та відтворення аніме: студії переходили на комп'ютерну графіку, активно застосовуючи тривимірну анімацію.

## Початок

### 1917—1945-ті роки
Найдавніше аніме, знайдене в 2005 році, було створено близько століття тому — це короткометражний анімаційний фільм Katsudō Shashin створений у 1907 році. Він був намальований із п'ятдесяти, на стрічці целулоїда, кадрів. Зображений на них хлопчик малює ієрогліфи 活动 写真, що означають «рухомі фотографії» і використовувані в той час для позначення слова «кіно», потім повертається до глядача, знімає капелюх і кланяється. Художник і автор цієї анімації невідомий.
Перші експерименти з анімацією в Японії почалися ще в 1913 році, а перші анімаційні фільми з'явилися в 1917 році. Це були маленькі фільми довжиною від однієї до п'яти хвилин. Найпершим японським анімаційним фільмом вважається «Новий альбом начерків» (1917) Сімокава Отена, також цього року був створений «Битва мавпи і краба» Кітаями Сейотаро, а в 1918 році — «Момотаро».
У 1920-ті роки звичайна довжина фільму не перевищувала 15 хвилин. Зазвичай вони були або спробами повторення західних сюжетів (американського серіалу «Кіт Фелікс» та інших), або екранізаціями класичних китайських і японських казок, намальованими в стилі традиційної японської графіки. Найбільш помітними аніматорами епохи німого кіно вважаються: Сімокава Отен, Коті Дзюн'іті, Кітаяма Сейотаро, Ямамото Санае, Мурата Ясудзі і Офудзі Нобору. Фільм Ямамото Санае «Гора Обасуте» (1924) вважається найстарішим японським анімаційним фільмом, який дійшов до наших часів. Практично вся тодішня анімація робилася в крихітних домашніх студіях і фінансувалася кінематографічними фірмами в обмін на права прокату.
У 1932 році Масаока Кендзо створює першу чисто анімаційну студію Masaoka Film Production і в 1933 році знімає на ній перший японський звуковий анімаційний фільм «Chikara to Onna no Yononaka». У 1930-і роки в Японії, як і в усьому іншому світі, посилилися мілітаристські настрої, і старовинні казки поступилися місцем бадьорим гумористичним сюжетам. Вже в 1934 році Мурата Ясудзі знімає 11-хвилинний фільм «Єфрейтор Норакуро», екранізація популярних коміксів Тагава Суйхо про пригоди невдалого пса в пародійній армії тварин. З 1937 року, коли Японія почала інтервенцію до Китаю, на глядачів обрушився просто потік анімації агітаційного змісту.

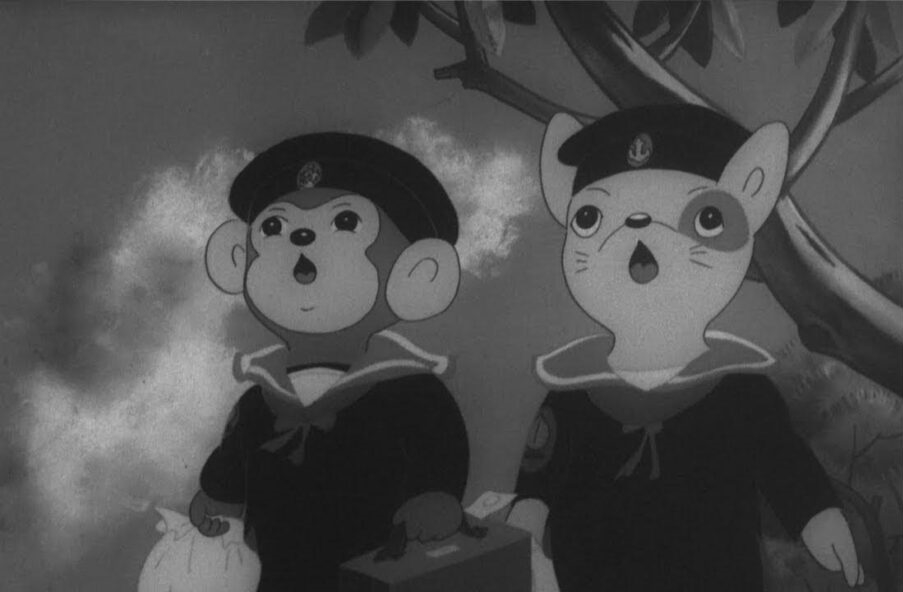
Кадр з фільму «Момотаро — божественний моряк»

У 1943 році, за рішенням уряду, Сео Міцуо доручили зняти перший японський повнометражний анімаційний фільм. Ним став «Момотаро — морський орел», а в 1945 році Сео зняв його продовження — «Момотаро — божественний моряк». Фільми розповідали про героїчні операції людиноподібних звіряток — морських піхотинців зі звільнення Індонезії і Малайзії від карикатурних рогатих чортів, під якими малися на увазі американці. Через чотири місяці після виходу на екрани другого фільму Японія капітулювала, але він встиг справити враження на юного Тедзука Осаму.

### 1950-ті роки
Наприкінці 1940-х і початку 1950-х економіка Японії перебувала в глибокій економічній кризі і це не сприяло розвитку анімації. Було очевидно, що майбутнє не за індивідуальними роботами художників, а за великими анімаційними студіями за зразком американських. Першою такою студією стала Nippon Douga, створена Масаока Кендзо і Ямамото Санае.
У 1947 році Ітікава Кон на кіностудії Toho Eiga створив перший ляльковий фільм — «Служителька в храмі». В цей час аніме йшло на спад: фільмів робилося мало і вони були короткометражні.
В 1956 першу дійсно велику анімаційну студію під назвою Toei Douga створив Окава Хіросі, купивши Nippon Douga, а її першим фільмом став чорно-білий «Каракулі кошеня» (1957) режисера Ябусіті Ясудзі. У жовтня 1958 року Toei Douga випустила перший у Японії кольоровий повнометражний фільм «Легенда про Білу Змію» (Hakujaden). Перші повнометражні фільми Toei Douga дуже нагадували повнометражні фільми студії Волта Діснея — виробництво кожного займало близько року, це були масштабні екранізації народних (тільки японських і китайських, а не європейських) казок з великою кількістю персонажів — тварин. Деякі з них навіть потрапили в американський прокат, але там провалилися і на два десятиліття японська анімація практично зникла з екранів США.

### 1960-ті роки

Обкладинка «Подорож на Захід»

«Подорож на Захід» (1960) режисера Ябусіти Тайдзі став третім великим проектом Toei Douga. Це була екранізація манґи «Gokuu no Daibouken» (1952—1959) відомого на той час манґаки Тедзука Осаму. Він зацікавився станом речей в сучасній анімаційної промисловості і, захоплений успіхом в Японії телевізійних серіалів американської студії Hanna-Barbera, вирішив сам зайнятися виробництвом телевізійної анімації і відійти від казкових сюжетів у зв'язку з збільшенням популярності наукової фантастики.
У 1961 році Тедзука заснував власну анімаційну студію Mushi Productions. Після випуску в 1962 році некомерційної експериментальної стрічки «Історія однієї вулиці» в січні 1963 року розпочався показ першого справді популярного японського чорно-білого анімаційного телесеріалу «Могутній Атом» (1963—1966). Найпершим японським анімаційним телесеріалом був «Календар в картинках студії Отоги» (1962—1964), зроблений на студії Otogi. Це був дитячий фантастичний серіал про пригоди сміливого і розумного хлопчика-робота. Успіх цього серіалу був настільки значний, що вже до кінця 1963 року в Японії було чотири студії телевізійної анімації, не рахуючи відділення студії Toei Douga.
У 1965 році Mushi Productions почала робити свій перший кольоровий серіал «Імператор джунглів» (1965—1966), режисером якого став Ринтаро.
У 1967 році починається виробництво серіалу студії Tatsunoko Production під назвою «Mach Go Go Go» (1967—1968), першого аніме-серіалу на спортивну тему, а в 1966 році студія Toei Douga випускає перший і дуже успішний аніме-серіал для дівчаток — «Відьма Саллі» (1966 −1968) за мотивами манґи Йокояма Міцутеру «Mahoutsukai Sunny», яка, у свою чергу, була заснована на американському телесеріалі «Bewitched». Ім'я головної героїні було змінено через копірайтні розбіжності з фірмою Sony. Перші сімнадцять серій були чорно-білі, інші — кольорові. Це був не тільки перший серіал для дівчаток (сьодзьо), але і перший серіал про дівчаток-чарівниць, з числа яких найбільшу популярність через двадцять років після цього отримав серіал «Сейлор Мун». Другим таким серіалом вважається «Секрет Акко» (1969—1970) по манзі Акацукі Фудзіо, який визначив подальший розвиток канону дівчат-чарівниць — звичайна дівчинка або дівчина отримує магічний предмет, за допомогою якого вона може перетворюватися на когось іншого і допомагати в такому вигляді людям. Також у неї є маленький чарівний помічник, зазвичай тварина (дуже часто — кішка).
За манзоюі Йокояма Міцутеру робиться в ці роки і перший японський чорно-білий серіал про керованих величезних роботів — «Залізна людина номер 28» (1966). У 1970-х ця тема була розвинена і популяризована Нагаї Го, який перетворив її на справжнє джерело сюжетів для фантастичних епопей.
У 1969 році почав виходити найдовший в історії людства телевізійний анімаційний серіал — «Sazae-san» за мотивами манґи Хасегави Матіко. Його показ не закінчений по цю пору, вже кілька поколінь японців виросли, спостерігаючи за пригодами пані Садзае та її великої і дружної сім'ї.
Одночасно з ними виходить перший спортивний серіал, присвячений самій популярної японської грі того часу — бейсболу. Він називався «Зірка Кедзіна» (1969). В цьому ж році виходить вперше спортивне повнометражне аніме для дівчаток, присвячене баскетболу, — «Найкраща подача» (Attack No . 1). Обидва вони були дуже успішні, і заклали основу для наступних аніме для підлітків на спортивні теми.
У ці роки Тедзука Осаму справив значний вплив на формування принципів побудови японської анімації. У 1969 році він випустив повнометражний аніме-фільм для дорослих «Казки 1001 ночі», за мотивами знаменитих арабських еротичних казок, а в 1971 році на екрани Японії вийшла «Клеопатра» — смілива, майже порнографічна пародія на історичні фільми з римського життя з безліччю навмисних невідповідностей і анахронізмів. Таким чином, в 1970-ті роки аніме вступило вже сформованим комерційним мистецтвом, набагато більш популярним в Японії, ніж будь-яка інша національна анімація у себе на Батьківщині. У той же час майже всі основні великі аніме-проекти були телевізійними серіалами, зазвичай екранізаціями манґи. Одним з небагатьох винятків став фільм Такахата Ісао і Міядзакі Хаяо «Taiyo no Ouji Horus no Daibouken» (1968), який, незважаючи на протидію керівництва Toei, був гаряче прийнятий глядачами і заклав основи нового канону японської повнометражної анімації.

## 1970-ті роки
Основна частина анімаційних фільмів, що помітно вплинули на подальший розвиток історії аніме, були саме телевізійними серіалами (одна серія довжиною близько 23-25 хвилин на тиждень, яка показувалась в строго певний для цього серіалу час). Тривалість серіалу визначалася його популярністю: більш популярні серіали йшли довше, менш популярні — швидко закінчувалися. Але зазвичай серіалів коротше 20-30 серій не робилося. Повнометражні фільми, як правило, виходили як продовження серіалів. Сюжети аніме-серіалів будувалися за принципом епізодів — важливо було подивитися тільки перші серії, в яких глядач знайомився з головними героями, і останні, в яких наставала розв'язка, а між ними йшло безліч серій, кожна з яких являла собою окрему історію з життя головних героїв, і тому окремі серії можна було, скажімо, пропускати або навіть дивитися в іншому порядку. Однак поступово спостерігається тенденція міграції сюжетів у бік єдиних довгих саг, в якій кожна серія — продовження сюжету попередньої. Надалі жодному з цих способів побудови сюжету не вдалося витіснити інший, і зараз вони щасливо співіснують. Також відбувалося і зміна аудиторії аніме. Якщо раніше її основою були маленькі діти і молодші підлітки 10-12 років, то тепер покоління глядачів перших аніме вже серйозно підросло. Тому починають з'являтися і серіали, розраховані на глядачів, які переживають підлітковий період. Набір основних жанрів практично не змінився — казки, наукова фантастика, історичні легенди.
Наприкінці 1960-х успіх двох серіалів про дівчаток, що володіють магічними здібностями, визначив появу цілого жанру аніме — аніме про дівчат-чарівниць (mahou shoujo). Активно розробляти це почала велика японська анімаційна компанія Toei Douga. Серіал «Чарівниця Мако» (1970—1971), не в усьому відповідав вищевикладеним принципам. Відмінності цього серіалу від інших були значні. По-перше, його героїнею була дівчина, а не дівчинка, а, по-друге, сюжет більшою мірою концентрувався на історії її любові і різноманітних питаннях життя людей, ніж на власне магії. Цей серіал був призначений вже не для дівчаток, а для дівчат-підлітків. Підлітки його по-справжньому не оцінили і великою популярністю він не користувався, тому довше року не прожив. Потім було знято ще кілька серіалів, загалом, не особливо вдалих і значних. Однак в 1973 році з'явився серіал, який ґрунтовно похитнув цей стандарт. Це був серіал «Гарнюня Хані» (1973—1974), створений Нагано Го. Це був перший серіал такого роду, призначений не для дівчаток, а для хлопців-підлітків.
Серед хлопчиків та юнаків найбільш популярними стали серіали про гігантських роботів. Вже в 1960-х з'явилися перші серіали цього напрямку, але честь створення канону належить Нагаї Го і його серіалу «Mazinger Z» (1972-74), створений Toei Douga. Принципово відмінність цього серіалу від попередників було те, що вперше юнак — головний герой знаходився всередині керованого ним робота. Новий жанр виявився під пильною увагою компаній, що виробляють іграшки та збірні моделі. Вони відразу оцінили перспективи ринку і почали фінансувати виробництво серіалів про гігантських роботів в обмін на право виробляти іграшки за їх мотивами і розміщувати під час їх показу свою рекламу. Очевидно, що великі, складні і розбірні моделі роботів, які користуються величезною популярністю серед дітей, приносили цим компаніям дуже великий прибуток. Тому розвиток жанру йшло під гаслом «Більше героїв, більше роботів, складніше дизайн!».
Серед значних серіалів цього часу варто назвати наступні: «Getta Robo» (1974—1976), «UFO Robot Grendaizer» (1975—1977), «Koutetsu Jeeg» (1975—1976), «Choudenji Robo Combattler V» (1976—1977), «Wakusei Robot Danguard Ace» (1977—1978), «Muteki Kojin Daitarn 3» (1978), «Mirai Robot Daltanios» (1979) та інші.
Крім Нагая Го, іншим популярним автором науково-фантастичної манґи став Мацумото Лейдзі. У 1974 році з'явився серіал «Uchuu Senkan Yamato», а 1978 — серіал «Uchuu Kaizoku Captain Harlock». За мотивами однієї з манґ Мацумото Ринтаро зняв у 1979 році на студії Toei Douga повнометражний фільм «Ginga Tetsudou 999». І як об'єднання цих двох течій — масштабних космічних епопей і гігантських роботів — в 1979 з'явився фантастично популярний серіал студії Sunrise «Мобільний воїн Гандам» (1979—1980), що поклав початок безлічі серіалів і фільмів науково-фантастичних саг. Вихід цих серіалів не закінчився по цю пору.

«Люпен III» — популярне аніме 1970-х

В 1970 році виходить спортивний серіал студії Тедзукі Mushi Productions «Ashita no Joe» про молодого боксера (аніме прийшов антигерой як головний герой). Іншим антигероєм став в 1971 році персонаж популярного серіалу «Люпен III» студії Tokyo Movie Shinsha (TMS) — геніальний і чарівний злодій Люпен III, онук знаменитого героя французьких детективів Арсена Люпена. Серіал мав кілька продовжень, до яких мав пряме відношення як режисер і аніматор Міядзакі Хаяо. Повнометражний фільм «Lupin III: Cagliostro no Shiro» (1979), другий повнометражний аніме-фільм з циклу про Люпена, до появи в 1984 році фільму того ж Міядзакі «Навсікая з Долини Вітрів», називався читачами популярного японського журналу «Animage» «найкращим фільмом в історії аніме». Також про антигероя виходить серіал все того ж Нагая Го «Devilman» (1972).
Основними глядачами були діти, тому в 1970-і велика частина аніме створювалась для дітей, а, отже, не піднімала складних і важливих проблем. За вже сформованою традицією основними жанрами аніме для дітей були повнометражні екранізації класичних європейських та східних казок і легенд (наприклад, «Алі Баба і сорок розбійників»). Але реальність аніме-ринку показала неефективність такого роду вкладень, і вже до середини 1970-х основним видом аніме для дітей теж стали серіали. Важливу роль тут зіграла студія Nippon Animation, яка в 1975 році випустила багато серіалів, таких як: «Пес Фландерс», «Пригоди бджілки Майї», «Пригоди Синдбада — мореплавця» і продовжувала щороку випускати нові дитячі аніме-серіали.
Серед інших серіалів варто відзначити «Pinocchio Yori Piccolino no Bouken» (1976—1977), «Araiguma Rascal» (1977), «Mirai Shounen Conan» (1978), «Ведмежа Міша» (1979). Верхи діяльності екранізаторів в 1970-ті роки варто, мабуть, вважати аніме-проект «Екранізації чарівних казок всього світу» (1976—1979), здійснений декількома студіями, але з лідерськими положенням Nippon Animation. Також варто згадати два значних дитячих серіали на основі оригінальної манґи (один — для хлопчиків, другий — для дівчаток). Перший — це дуже популярний дитячий фантастичний серіал «Doraemon» за мотивами манґи Фудзио Фудзіко, який почали знімати в 1973 році, потім припинили, і з 1979 року він йде по цю пору. Другий серіал — це аніме для дівчаток «Троянда Версалю» (1979—1980) за мотивами манґи Ікеди Рієка. Це дуже гарний історичний романтичний серіал, дія якого відбувається в часи, що передують Французькій Революції.
Природно, були фільми і серіали за мотивами японської історії. Наприклад, аніме-серіал студії Toei Douga «Токугава Іеясу в юності» (1975), що оповідає про молодість знаменитого правителя Японії XVII століття.
Аніме 1970-х було значно технічно і естетично досконаліше, ніж аніме 1960-х. Вже до початку 1980-х ставало зрозуміло, що нічого аналогічного за масштабністю та різноманітністю жанрів в історії анімації не було. Саме в 1970-ті виросло перше покоління, повністю виховане на аніме і манзі. Саме це покоління, прийшовши в комерційну анімацію в середині 1980-х, зробило аніме мистецтвом, яке завойовує весь світ. Багато аніме 1970-х згодом були переосмислені на новому технічному та художньому рівні, але все ще продовжують жити і радувати вже кілька поколінь любителів аніме.

## «Золота доба» аніме
Початок 1980-х років в історії аніме ознаменувалося подією надзвичайної важливості. Підлітки, що народилися у другій половині 1960-х, все своє життя дивилися аніме по телевізору і в кіно. Воно формувало їх мислення, надавало їм світогляд, давало їм орієнтири для наслідування. Пройшовши з аніме все дитинство, підлітки-глядачі хотіли нового аніме, більш серйозного, яке відповідало б їхнім дорослим інтересам. І молоді аніматори покоління Осії Мамору, серйозно розглядають аніме як засіб художнього самовираження, і навчені професіонали покоління Міядзакі Хаяо, втомлені малювати неглибоку річ, пішли по сліду спонсорських грошей, створюючи нову індустрію — індустрію, яка зробила аніме вже фактом не тільки японського, а й світового культурного життя. Одночасно з цим розвивався і фенскій, напівлегальний ринок. На ньому продавалося як різного роду самостійна творчість фанів (манґа, моделі, костюми), так і піратські записи аніме з телебачення, нелегальні копії.
Початок 1980-х — це панування космічного жанру наукової фантастики. На хвилі популярності серіалу «ГАНДАМ» виходить ще кілька аналогічних серіалів. Виходять кольорові ремейки серіалів «Залізна людина номер 28» (1980) і «Могутній Атом» (1980). Продовжують виходити фільми та серіали за мотивами епопеї «Космічний крейсер Ямато».
Серед нових космічних серіалів: «Space Emperor God Sigma» (1980—1981), «Beast King GoLion» (1981—1982), «Armored Fleet Dairugger XV» (1982—1983).

«The Super Dimension Fortress Macross» (1982)

У 1982 році на екрани виходить серіал «The Super Dimension Fortress Macross» (Перша частина у франшизі Макросс) (1982—1983), створений за підтримки студії Tatsunoko Production, студіями Studio Nue і Artland. Спочатку він задумувався як пародія, створена молодими художниками і дизайнерами, щоб познущатися над кліше «космічних опер» . Однак виявилося, що він сам став найпопулярнішою «космічної оперою» в історії аніме. Альбом пісень головної героїні Мінмей у виконанні озвучує її актриси Іїдзіма Марі відразу ж став дуже популярний. В 1984 році вийшов повнометражний аніме-фільм «Macross: Do You Remember Love?», який закріпив жанровий успіх серіалу. Головна пісня — «Do You Remember Love?» посіла призові місця в японських хіт-парадах. До аніме-музики стали ставитися серйозно.
Інший важливий космічний аніме-фільм — це «Жар -птиця 2772: Космозона Любові», остання комерціойна робота Тедзукі Осаму на студії Tezuka Productions. Цей фільм, зроблений вже на той момент в застарілому стилі, проте справив значний вплив на професіоналів аніме. Також він ознаменував собою інше важливе явище — зростання популярності повнометражного аніме, зробленого не на основі серіалів.
В жанрі фантастичної комедії виходять такі аніме як: «Dr. Slump» (1981—1986), «Urusei Yatsura» (1981—1986). Особливий вплив на розвиток аніме надали характери персонажів. Згодом такий порядок складності характерів став звичайний для підліткового аніме. Але в ті часи він був сенсацією.
У 1983 році відбулася ще одна подія, що зіграло принципову роль в історії аніме. Осії Мамору на студії Studio Pierrot випустив перше в історії Японії аніме, спочатку призначене для продажу на відео — «Даллас: Наказ знищити Даллас». З цього моменту в японській анімації з'явилася нова ступінь свободи. Тепер можна було створювати аніме, що поєднує в собі переваги повнометражного фільму (якість анімації і чітке єдність сюжетної лінії) і серіалу (тривалість), а також розраховане на більш вузьку аудиторію глядачів, які мають достатні кошти для купівлі касет.
1984 подарував такий шедевр відео-анімації «Birth» (більш відомий як «Світ Талісмана»), а в 1985 році додалися фантастичні відео-серіали «Dirty Pair», «Megazone 23», комедійний серіал «What's Michael?», а також перша з серії відео-екранізацій творів Такахасі — «Крізь вогонь» і класика аніме-містики «Ді: Мисливець на вампірів» режисера Асид Тоє.
Особливо слід виділити культовий OAV Осії Мамору і Амано Еситака — «Яйце янгола» (1985). Майже позбавлений діалогів, він прославився вмінням його творців розповісти складний сюжет за допомогою одних лише відео-образів, демонструючи всі можливості нового виду аніме. У наступні роки OAV (Original Animation Video) досягли значного розквіту і суттєво просунули розвиток аніме. На жаль, по ряду фінансових причин, з 1993 року спостерігається зниження виробництва OAV.
Три досить відомих повнометражних фільмів цього часу — «Unico» (1981), «Cobra: Space Adventure» (1982), «Barefoot Gen» (1983). Також не можна не вказати на шедевр аніме-апокаліптики «Genma Taisen» (1983) аніматора Ринтаро і перше аніме з комп'ютерними спецефектами — «Golgo 13» (1983) режисера Дедзакі Осаму. Проте справжньою подією в світі повнометражної анімації став фільм Міядзакі 1984 року по мотивами його ж манґи — «Навсікая з Долини Вітрів». Новий стандарт якості повнометражного аніме був використовував у фільмі Ринтаро «The Dagger of Kamui» (1985).
В іншому в світі аніме початку 1980-х все було як раніше. І взагалі — поява нових жанрів і напрямів ніколи не знищувало те що існувало раніше. Вони продовжували розвиватися й удосконалюватися. Nippon Animation робила екранізації дитячих книг і казок. Виходили нові серіали і фільми мега-серіалу «Дораемон», в 1981 році студія Tatsunoko Production випустила серіал «Суперкнига» — аніме-виклад біблійних історій. Продовжували виходити аніме про дівчаток-чарівниць («Lalabel» (1980—1981), «Magical Princess Minky Momo» (1982—1983), «Maho no Tenshi Creamy Mami» (1983—1984), «Mahou no Yousei Pelsia» (1984—1985) і «Mahou no Star Magical Emi» (1985—1986). У 1984 році був створений провісник «жорстоких фільмів» — серіал студії Toei «Кулак Полярної зорі» (1984—1988) про пригоди майстра бойових мистецтв в постапокаліптичному світі. Серіал дуже кривавий і жорстокий, і зроблений за його мотивами повнометражний аніме-фільм досі вважається одним з найкривавіших аніме в історії.
Друга половина 1980-х стала часом значного підйому інтересу аніматорів і глядачів до повнометражного аніме. У 1986 році вийшло багато фільмів: шедевр дитячого пригодницького кіно «Небесний замок Лапута», пародійний «Project A-Ko», епічна фантастична «Windaria». Ринтаро на студії Madhouse почав випускати свою версію екранізації манґи Тедзукі «Жар-птиця» — «Жар-птиця: глава про Карму».
Дедзакі Тецу і Томінага Цунео випустили на студії Kitty Films класичний детективно-фантастичне аніме «Junichinin Iru». У наступні роки виробництво аніме-фільмів виявилося під тиском OAV. Тим не менш, Міядзакі в 1988 році випускає «Мійсусід Тоторо», спочатку провалився в прокаті, але потім увійшов до Золотого Фонду аніме, а в 1989 році — «Відьмина служба доставки». У 1987 році виходить талановита екранізація класичного японського середньовічного роману «Повість про Гендзі» режисера Гісабуро Сугіі.
У 1988 році відбувається справжнє подія у світі повнометражної анімації: Отомо Кацухіро екранізує власну манґу «Акіра». Цей масштабний двогодинний фільм, зроблений в естетиці кіберпанку, справив на глядачів усього світу колосальне враження своїми технічними ідеалом і надзвичайно заплутаним сюжетом. В результаті сам Акіра на екрані з'являється всього на кілька секунд! Хоча, зрозуміло, всі події, що відбуваються у фільмі, так чи інакше пов'язані з фактом його існування. У фенскіх колах відразу ж з'явилася думка, що людина, здатний вникнути в сюжет і сенс фільму все з одного перегляду — або геній, або божевільний. З технічної точки зору «Акіра» для кінця 1980-х був справжнім аніме-досконалістю. Це було перше аніме з частотою 24 кадри в секунду (промисловий аніме-стандарт — 12-15 кадрів в секунду). Для його створення був організований спеціальний консорціум — Akira Committee. У процесі його виробництва широко використовувалися комп'ютери, правда, не для створення графіки, а для допомоги аніматорам в її створенні. Скажімо, ефект синхронізації рухів губ персонажів з голосами акторів досягався за допомогою комп'ютерної техніки.
У 1987 році на екрани Японії вийшов не зовсім звичайний двогодинної повнометражний аніме-фільм — «Royal Space Force: The Wings of Honnêamise» студії Gainax і режисера Ямага Хіроюкі. Незвичайність його була не тільки в майстерності, з яким молоді аніматори створили альтернативний світ, невловимо схожий на наш, і не в не баченому до того часу як графіки і незвичайної музиці. Найбільш незвичайним обставиною було те, що вся команда, що робила цей фільм, була молодими студентами — фенамі аніме. Нове покоління творців, так яскраво заявивши про себе глядачам, поступово почало диктувати індустрії свої правила гри. І відносилося це навіть не стільки до самого Gainax, скільки до всього безлічі молодих аніматорів, що прийшли в ці роки в світ комерційного аніме.
У світі OAV друга половина 1980-х — епоха панування стилю кіберпанк — антиутопічних оповідань про світ майбутнього, в якому править штучний розум комп'ютерів. Найпопулярніші аніме цього жанру: «Black Magic M-66» (1987), «Bubblegum Crisis» (1987—1991), «Neo Tokyo» (1987), «Robot Carnival» (1987), «Appleseed» (1988), «Dominion: Tank Police» (1988), «Angel Cop» (1989), «The Guyver: Bio-Booster Armor» (1989), «Yōtōden» (1987—1988), «Vampire Princess Miyu» (1987—1988).

Найпопулярніше аніме 80-х — «Перлина дракона»

1986 рік — це поява на екранах одного з найпопулярніших і комерційно успішних аніме — «Перлина дракона» (1986—1989) за мотивами однойменної манґи Торіяма Акіри. Це дитячий комічно-фантастичний серіал, дуже вільна і творча обробка історії легендарного Сон Гоку (Сунь Укун) — Повелителя Мавп індійської міфології. У 1989 році почав виходити другий серіал за мотивами цієї манґи — «Dragon Ball Z» (1989—1996). У 1987 році виходить невеликий (48 серій), але значний підлітковий серіал студії Studio Pierrot «Kimagure Orange Road» (1987—1988) за мотивами манґи Мацумото Ідзумі.
Ще один серіал, про який не можна не згадати — це екранізація манґи Такахасі Руміко «Рамма 1/2» (1989), створений на студії Studio Deen. Він протримався лише 18 серій. Зараз вони вважаються класикою. Серіал був спрощений для дитячої аудиторії, кількість бійок було збільшено, і на екрани вийшов «Рамма 1/2 — спекотна битва» (1989—1992), значно більш вдалий комерційно, але художньо більш слабкий.
1986 зустрів глядачів нової екранізацією манґи Такахасі Руміко — «Maison Ikkoku» (1986—1988). Інше аніме цього жанру того часу за мотивами манґи Такахасі — «One-pound Gospel» (1988). У 1987 році студія Sunrise почала випускати популярний серіал «Міський мисливець» (1987—1990) про пригоди ловеласа-приватного детектива. У 1988 році Такахата Ісао на студії Studio Ghibli зробив повнометражний історичний аніме-фільм «Могила світлячків» — дуже сумний, трагічний фільм-автобіографію Носакі Акіюкі.
У другій половині 1980-х в аніме прийшов секс. Зроблено це було дуже вагомо — в 1987 році вийшов перший OAV серіалу «Urotsukidōji». У 1987 також вийшов і перший яой — OAV — «Kaze to Ki no Uta».
Продовжувало цвісти дитяче аніме, виходили все нові серіали. З 1988 року почав виходити ще один значний космічний серіал — «Легенда про героїв Галактики» (1988—1997). Зі спортивних аніме варто згадати серіал «Yawara! A Fashionable Judo Girl» (1989—1992). У світі власне аніме про дівчаток-чарівниць можна відзначити хіба що довгий серіал «Esper Mami» (1987—1989).
Саме в цей період починається дійсно активне ознайомлення зарубіжної публіки з японською анімацією. У США починають виходити переклади і переробки різних аніме, ставку при цьому роблять на чоловічі, жорстокі і сексуальні фільми, на те, що зовсім не представлене в американській анімації. Аніме повільно, але вірно починає впроваджуватися на світовий ринок. У Японії в цей час — фінансовий підйом, який передвіщає нові успіхи індустрії.

## 1990-ті роки
Початок 1990-х — час різкого стилістичного переоформлення аніме. Воно стає все більш дорогим і красивим, і одночасно з цим проходять зміни в соціологічному складі глядачів. У 1991 році почав виходити OAV-серіал «Devil Hunter Yohko» (1991—1995) студії Madhouse. Це був вельми незвичайний серіал, оскільки передбачувана аудиторія була чітко не визначена (аудиторія унісекс). Також не можна не згадати ще один цікавий серіал — «Oniisama e…» (1992) за мотивами манґи Ікеди Рієка.

«Сейлор Мун» (1992—1997)

Одне з найважливіших подій в історії аніме цього періоду — це початок в 1992 році виходу серіалу тих же режисерів студії Toei «Красуня-воїн Сейлор Мун» (1992—1997) за мотивами манґи Такеуті Наоко. Вперше в історії аніме (і манґи) жанр дівчини-чарівниці був схрещені з жанром сентай.
У тому ж році починає виходити серіал «Hime-chan no Ribbon» (1992—1993) за мотивами манґи Мідзусави Мегумі. Це був більш типовий серіал про дівчат-чарівниць, проте увагу було перенесено з власне магічних пригод на любовні. Взагалі, з цього часу романтична складова жанру, стрімко набирає популярність і оберти, йде вгору. Інший жіночий аніме-серіал цього періоду — це «Marmalade Boy» (1994—1995). Тут принципово не було магії і фантастики. Одні лише тільки романтичні лінії складних взаємин великої кількості персонажів. Ніколи до цього романтичний мотив в аніме не був промальований так чітко і реалістично.
У 1994 році почав виходити серіал «Mahou Kishi Rayearth». Увага була повністю переключено на зміни у внутрішньому світі героїнь. OAV-серіали «Idol Defense Force Hummingbird» (1993—1995) і «801 T.T.S. Airbats» (1994—1996) принесли в тему «жіночих колективів» новий вимір. Тут мова йшла вже про чисто жіночі військові підрозділи. Причому якщо в першому серіалі основним заняттям дівчат було концертне спів, то в другому — саме професійні польоти. Ще один характерний в цьому сенсі OAV-серіал — «Phantom Quest Corp.» (1994).
Одним з найпопулярніших стилів цього періоду став стиль кавай (стиль унісекс). Найпопулярніші серіали цього жанру: «Nadia: The Secret of Blue Water» (1990), «3×3 Eyes» (1991), «All Purpose Cultural Cat Girl Nuku Nuku» (1992—1994), «Video Girl Ai» (1992), «Tenchi Muyo!» (1992—1994), «Ах, моя богиня!» (1993—1994), «DNA²» (1994), «You're Under Arrest!» (1994), «Blue Seed» (1994—1995).
В 1990-х піднявся інтерес до фентезі, в якому дія відбувається у світах, зовсім не схожих на наш, але виконаних магії і рукопашних битв. Одним з перших популярних фентезі OAV-серіалів був серіал «Record of Lodoss War» (1990—1992). Інші схожі серіали «The Heroic Legend of Arslan» (1991), «Bastard!!» (1992—1993), «The Weathering Continent» (1992), а також «RG Veda» (1992). 1993 приніс новий струмінь в аніме-фентезі. Вийшов OAV-серіал «Dragon Half» за мотивами манґи Міти Рюсуке. Це дитячий, комедійний фентезі-серіал, заснований на пародійному поєднанні фентезі та сучасності. Надалі фентезі-аніме розвивається дуже динамічно, поєднуючи традиції всіх міфологій і світ сучасної Японії.
На відміну від фентезі, кіберпанк в цей період переживає закінчення підйому. Виходять такі серіали як: «Cyber City Oedo 808» (1990), «Roujin Z» (1991), «Бойовий Ангел Аліта» (1993), «Black Jack» (1993—1997), «Iria: Zeiram the Animation» (1994), «Darkside Blues» (1994).
Вже з початку 1990-х з'явився новий вид аніме — аніме за мотивами ігор, зазвичай префіксальних чи комп'ютерних. Однак справжній прорив стався в 1994 році — Обара Масамі випустив повнометражне аніме «Fatal Fury: King of Fighters», а Сугіі Гісабуро — теж повнометражний «Street Fighter II: The Animated Movie». Також слід назвати випущені Ринтаро на студії Madhouse OAV «Final Fantasy: Legend of the Crystals» (1994). Всі вони були зроблені за мотивами відповідних ігор, і два перших досі вважаються найкращими в цьому жанрі.
На зміну кіберпанк поступово приходять речі містичні та історико-містичні. 1991 радує початком серіалу «Sohryuden: Legend of the Dragon Kings» (1991—1993) про чотирьох братів, які виявили в собі містичні здібності легендарних Правителів Світу. У тому ж році зняті OAV «Magistrate of Darkness: Judge» (1991), «Teito Monogatari» (1991—1992).
У цей час також знімається два OAV за мотивами манґи Такахасі Руміко «Mermaid Saga». У 1992 році створюються OAV «The Abashiri Family» за мотивами манґи Нагая Го і OAV-серіал «Tokyo Babylon» (1992—1993).
У 1993 році з'являється справжній історичний шедевр — фільм Кавадзірі Есіакі і студії Madhouse «Ninja Scroll». У 1994 році виходить OAV «The Cockpit», зроблений під керівництвом Мацумото Лейдзі на студії Madhouse.
Триває робота Міядзакі і Такахата на студії Studio Ghibli щодо створення повнометражних аніме. 1991 рік — «Ще вчора» Такахата , 1992 рік — «Порко Россо» Міядзакі , 1994 — «Pom Poko» Такахата. З космічних серіалів варто відзначити появу блискучого серіалу студії Tatsunoko Production «The Irresponsible Captain Tylor» (1993), а також серіал Каваморі Седзі «Macross Plus» (1994—1995) і «Macross 7» (1994—1995), що довели спочатку до досконалості, а потім до абсурду ідею війни за допомогою музики.
Зі спортивного аніме відзначимо початок в 1993 році баскетбольного серіалу «Slam Dunk» студії Toei за мотивами манґи Іноуе Такехіко, а з дитячого — що йде до цих пір абсурдистсько-комедійний серіал «Crayon Shin-chan».
Незважаючи на початок в середині 1990-х фінансової кризи, що спричинило за собою зниження кількості серій у серіалах і скорочення виробництва OAV, ринок стояв міцно і був готовий до нових звершень аніматорів. Перший значний серіал цього періоду, що показав новий жанр аніме про дівчат для дівчат — «Goldfish Warning!» (1991—1992) режисерів Сато Дзюн'іті і Ікухара Куніхіко за мотивами манґи Некобе Неко. Важливість його полягало в тому, що головні героїні діють не стільки в романтичній, скільки в соціальній сфері.
1990-х років також бачив популярної серії ігор, покемони, аніме-телебачення, які все ще працює, кілька фільмів, аніме, ігри, колекційні картки, іграшки, і багато іншого. Інші аніме 1990-х роках серії, яка отримала міжнародний успіх були «Dragon Ball Z», «Sailor Moon», і Digimon, успіх цих поклала початок бойовим мистецтвам супергероїв. Зокрема, «Dragon Ball Z» і «Сейлор Мун» були дубльовані на більш ніж десяти мовах по всьому світу.
У 1997 році Хаяо Міядзакі «Принцеса Мононоке» стала найдорожчим анімаційним фільмом того часу, вартістю 20 мільйонів доларів.

## 2000-ні роки
Мистецтво руху, створені Такаші Муракамі, що японська поп-культура з постмодерністського мистецтва називають Superflat почалося приблизно в цей час. Муракамі стверджує, що рух є наслідком післявоєнної японської культури очима отаку. Його художні виставки дуже популярні і мають вплив на деяких творців аніме, особливо, з Studio 4°C.
Жанр меха продовжуються і в 2000-х роках. Виходять такі аніме як «RahXephon» (2002), «Boogiepop Phantom» (2000), «Texhnolyze» (2003), «Paranoia Agent» (2004), «Gantz» (2004), «Zegapain» (2006).
Справжньою роботою жанру (в тому числі «Gundam» і «Macross» франшизи), яка знизилася протягом 1990-х років, була відроджена в 2002 році з успіхом серіалів, таких як «Mobile Suit Gundam SEED» (2002), «Eureka Seven» (2005), «Code Geass: Lelouch of the Rebellion» (2006), «Mobile Suit Gundam 00» (2007), «Macross Frontier» (2008) та Code Geass: Lelouch of the Rebellion R2 (2008). Справжнє відродження аніме про роботів можна побачити в ТОП 20 аніме, опублікованим у квітні 2008 року в журналі Newtype, де японських читачів проголосували за «Gundam 00», як № 1 Топ-аніме, поряд «Code Geass» на № 2 і «Gundam SEED» на № 9.

«Gurren Lagann» — справжнє аніме про роботів

Також відбувалося відродження аніме про гігантських роботів, з кількома рімейками класичних серій, таких як «Getter Robo» і «Dancouga — Super Beast Machine God», а також оригінальних як «Godannar» і «Gurren Lagann». Зокрема, «Gurren Lagann» поєднує жанр з елементами 1980-х років справжнього аніме про роботів, а також 1990-х років «пост-Євангеліон». «Gurren Lagann» отримав нагороду «як найкраще телевізійне виробництво» та «найкращий дизайн персонажів» нагороди від Токійської міжнародному ярмарку аніме в 2008 році. Це в кінцевому результаті привели до вивільнення Shin Mazinger в 2009 році повнометражного відродження першої серії «Mazinger Z».
На додаток до цих експериментальних тенденцій, 2000-х років також було характерне збільшення різного стилю мистецтва та дизайну персонажів. Наявність і популярність жанрів, таких як романтика, гарем і повсякденність істотно зросла. Аніме засноване на ероге і лайт-новелах також стали популярними в 2000-х роках. Приклади такої роботи включають «Sentimental Graffiti» (1998), «To Heart» (1999), «Green Green» (2003), «SHUFFLE!» (2006), «Kanon» (2002 and 2006), «Fate/Stay Night» (2006), «Higurashi no Naku Koro ni» (2006), «Ef: A Fairy Tale of the Two» (2007), «True Tears» (2008), and «Clannad» (2008 and 2009). Багато аніме також адаптуються по манґам, лайт-новелам та популярним іграм, такі як «Сталевий алхімік» (2005), «Rozen Maiden» (2005), «Арія» (2005), «Shakugan no Shana» (2005), «Pani Poni Dash!» (2005), «Death Note» (2006), «Mushishi» (2006), «Sola» (2007), The Melancholy of Haruhi Suzumiya (2006), «Lucky Star» (2007), «Toradora!» (2008—2009), «K-On!» (2009) and «Bakemonogatari» (2009). Тим не менш, оригінальні назви аніме все ще створюються, які досягають успіху. Також було виробництв для показу пізньої ночі аніме для дорослої аудиторії.
2000-х років також бачив відродження ранніх серій аніме: «Fist of the North Star: The Legends of the True Savior» (2006) і Dragon Ball Z Kai (2009). Пізніше серія також почали отримувати відроджень наприкінці 2000-х і на початку 2010-х років, такі, як з Studio Khara з прем'єрною тетралогією аніме «Євангеліон. Перебудова» (2007-), так і нові адаптації манґи Масамуне Сіро «Appleseed XIII» (2011) та «Ghost in the Shell: Arise» (2013-).
У 2000-х роках також відроджувалися високобюджетні повнометражні аніме фільмів, такі як «Millennium Actress» (2001), «Appleseed» (2001), «Paprika» (2006), і найдорожчий з усіх «Steamboy» (2004), який коштував $26 млн. Сатосі Кон зарекомендував себе поряд з Отомо і Осії як один з головних директорів аніме-фільмів, до його передчасної смерті у віці 46 років. «Віднесені примарами» завоювали перше місце на Берлінському кінофестивалі в 2002 р. й отримали премію Оскар за Найкращий анімаційний фільм 2003-го, в той час як «Невинність: Привид в обладунках» був показаний в 2004 р. на Каннському кінофестивалі.

## 2010-ті роки
6 вересня 2013 року Хаяо Міядзакі оголосив, що «Вітер дужчає» (2013) стане його останнім фільмом, а 3 серпня 2014 року було оголошено, що студія Ghibli «тимчасово призупиняє виробництво» після виходу фільму «Спогади про Марні» (2014), що ще раз підтверджує остаточність відставки Міядзакі. Ненайкращі продажі першого за 14 років, фільму Ісао Такахати «Казка про принцесу Каґую» (2013) також стало причиною. Кілька видатних співробітників, у тому числі продюсер Йосіакі Нісімура і режисер Хіромаса Енебаясі, пішли, щоб створити свою власну студію Studio Ponoc, прем'єра якої відбулася з «Мері і відьомська квітка» (2017). І студія, і Міядзакі згодом повернулися до зйомок майбутнього фільму «Як поживаєте?», в той час як Такахата помер 5 квітня 2018 року від раку легенів.
Різні міжнародні компанії з дистрибуції аніме, такі як ADV Films, Bandai Entertainment і Geneon Entertainment, були закриті через низькі доходи, а їх активи були передані новим компаніям, таким як Sentai Filmworks, або передані іншим компаніям.
У 2011 році в Японії вийшов в ефір фільм Puella Magi Madoka Magica. Аніме вирізнялося з поміж інших проектів жанру махо-сьодзьо, так як це аніме містило темніші, складні і більш гострі теми, ніж зазвичай бувають в магічному аніме.
І «Атака Титанів», і «Вітер дужчає» відображають загальнонаціональні суперечки навколо переосмислення статті 9 Конституції Японії, при цьому пацифізм Міядзакі у фільмі піддається критиці з боку представників правої політики, в той час як проект «Атака Титанів» звинувачений в пропаганді мілітаризму людьми в сусідніх азійських країнах, незважаючи на те, що був покликаним показати нав'язливі, безнадійні аспекти конфлікту.
Жанр меха (а також японські фільми кайдзю) отримав визнання заходу завдяки фільму 2013 року «Тихоокеанський рубіж» режисера Гільєрмо дель Торо.
Західні сервіси, такі як Netflix і Amazon Prime, все частіше беруть участь у виробництві та ліцензуванні аніме для міжнародних ринків.
У 2015 році по телебаченню транслювалася рекордна кількість аніме-серіалів — триста сорок.